# Liesegangsche Ringe
Als Liesegangsche Ringe bezeichnet man bestimmte periodisch auftretende Strukturen bei chemischen Reaktionen (Reaktion-Diffusionsysteme). So bilden sich beispielsweise beim Auftropfen von Silbernitratlösung auf ein chromathaltiges Gel in gewissen Abständen von der Auftropfstelle rote, konzentrischringförmige Niederschlagszonen aus schwerlöslichem Silberchromat. Dieses Phänomen wurde im Jahr 1896 von Raphael Liesegang (1869–1947) beschrieben und später nach ihm benannt. Neben Liesegang forschte u. a. auch der Chemiker und Nobelpreisträger Wilhelm Ostwald (1853–1932) auf diesem Gebiet.
Liesegangsche Ringe treten auch in porösen, häufig klastischen Gesteinen (Sandstein) auf. Die im Anschnitt gut sichtbaren Strukturen entstehen im Rahmen der Verwitterung durch Diffusion von Lösungen in das Gestein mit Wiederausfällung in tieferen Bereichen. Braunfärbung deutet in der Regel auf eisenhaltige Verbindungen im eingedrungenen Wasser hin. Die Strukturen bilden sich in etwa parallel zur Gesteinsoberfläche konzentrisch nach innen aus, folgen aber verstärkt vorgezeichneten Rissen und Klüften. Bekannt als Schmuckobjekt oder edle Wandverkleidung ist der sogenannte „Ruinenmarmor“, dessen Muster nach diesem Prinzip entstehen.

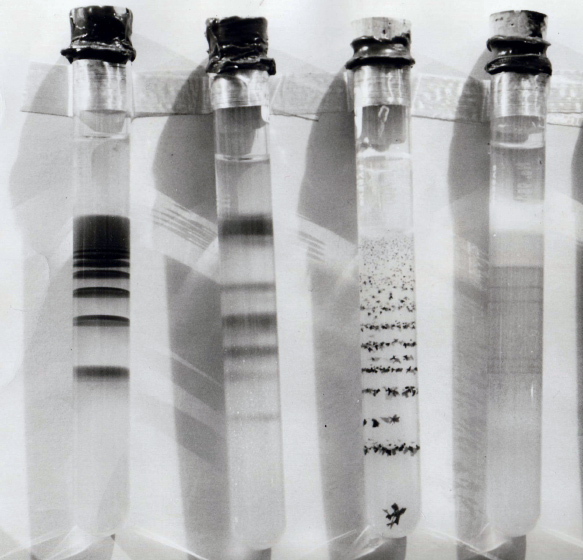
Experimentell erzeugte Liesegangsche Ringe
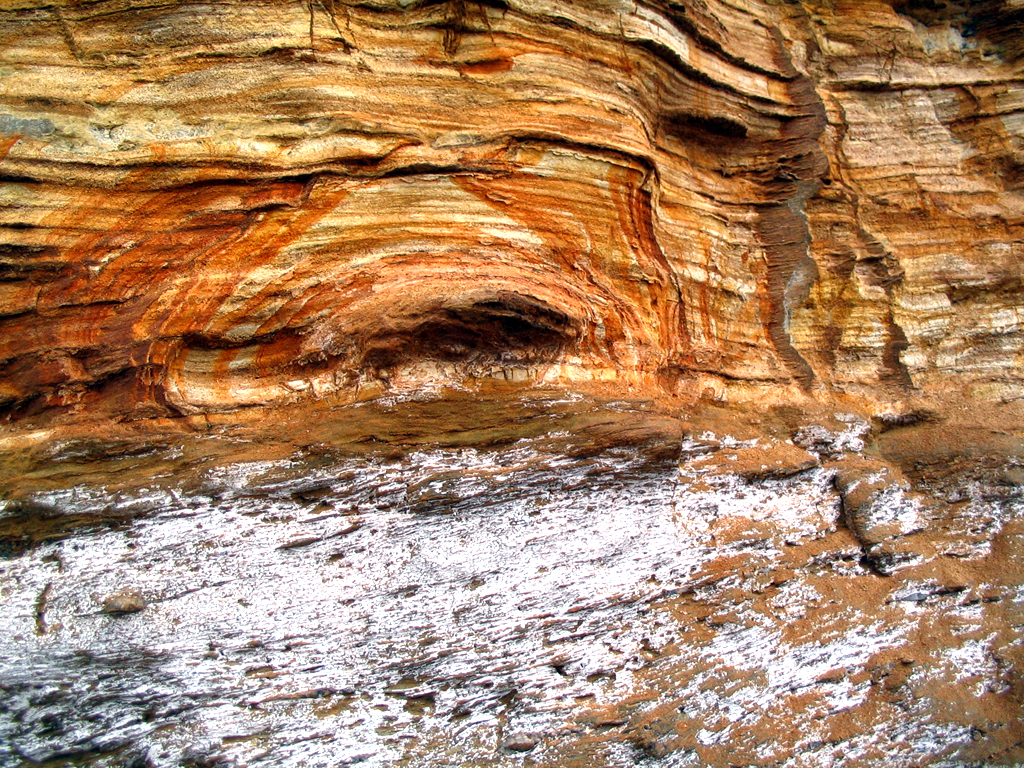
Liesegangsche Ringe der Klippen von Pénestin in der Bretagne
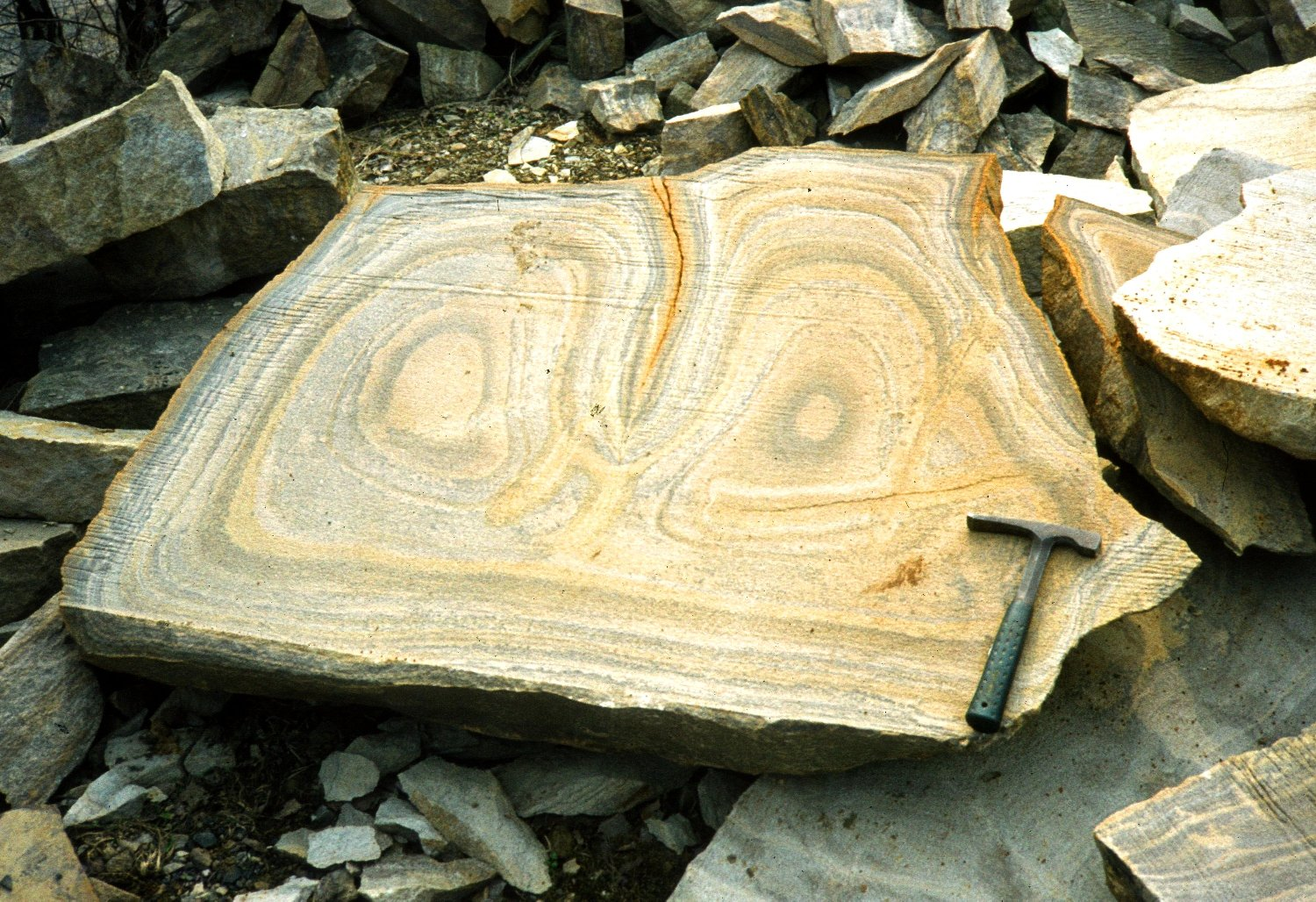
Liesegangsche Ringe in einem Sandstein mit Maßstab (Geologenhammer)